# Tytus Krawczyc
Tytus Arkadiusz Krawczyc (ur. 5 października 1930 w Sielawiczach w pow. słonimskim, zm. 24 stycznia 2020 w Poznaniu) – generał dywizji pilot Wojska Polskiego, dowódca Wojsk Lotniczych (1983–1989), poseł na Sejm PRL VI kadencji.

## Życiorys
Syn Stanisława i Bronisławy. Do Wojska Polskiego wstąpił na ochotnika. Od 10 października 1948 w Oficerskiej Szkole Lotniczej w Dęblinie. Ukończył również Akademię Sztabu Generalnego (1960–1964), Wyższy Kurs Akademicki w Wojskowej Akademii Lotniczej w Monino (1971), Wojskową Akademię Sztabu Generalnego Sił Zbrojnych ZSRR im. K.J. Woroszyłowa w Moskwie (1973–1975), Wyższy Kurs Akademicki przy Wojskowej Akademii Sztabu Generalnego w Moskwie (1984).
Po ukończeniu Oficerskiej Szkoły Lotniczej w Dęblinie w 1950 był kolejno: pilotem-instruktorem w 4 eskadrze szkolnej bazującej na lotnisku w Ułężu (1950–1951), dowódcą klucza w 8 eskadrze szkolenia podstawowego w Białej Podlaskiej (1951–1955), zastępcą dowódcy 4 eskadry lotniczej ds. wyszkolenia (1955–1957), dowódcą 2 eskadry w 58 Pułku Szkolno-Bojowym w Dęblinie, zastępcą do spraw liniowych dowódcy 58 Pułku Szkolno-Bojowego (1964–1965), dowódcą 61 Pułku Szkolno-Bojowego w Nowym Mieście nad Pilicą (1965–1968), dowódcą 2 Pułku Lotnictwa Myśliwskiego „Kraków” w Goleniowie (1968–1970), dowódcą 2 Brandenburskiej Dywizji Lotnictwa Myśliwsko-Szturmowego w Pile (1970–1973), zastępcą szefa sztabu Wojsk Lotniczych (1975) i zastępcą dowódcy Wojsk Lotniczych do spraw liniowych (1975–1977). 29 lipca 1977 objął dowództwo 4 Pomorskiej Dywizji Lotnictwa Myśliwskiego w Malborku. 12 maja 1983 wyznaczony został na stanowisko dowódcy Wojsk Lotniczych w Poznaniu, które piastował do 4 września 1989. 15 września 1989 powołany został na stanowisko attaché wojskowego i lotniczego przy Ambasadzie PRL w Budapeszcie. W marcu 1993 przeszedł w stan spoczynku pożegnany oficjalnie przez ministra obrony narodowej Janusza Onyszkiewicza.

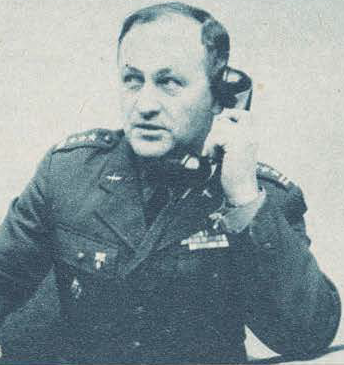
Tytus Krawczyc w mundurze pułkownika, lata 70.

Gen. dyw. pil. Tytus Krawczyc z pilotami (lata 80.)

W latach 1972–1976 poseł na Sejm PRL VI kadencji z ramienia Polskiej Zjednoczonej Partii Robotniczej. W okresie 1986–1990 członek Komitetu Centralnego PZPR.
Jako pilot spędził w powietrzu 3520 godzin, w tym 1712 godzin na samolotach odrzutowych. Posiadał klasę mistrzowską pilota wojskowego. Latał na samolotach: UT-2, Po-2, Jak-11, Jak-18, Junak-3, TS-8 Bies, TS-11 Iskra, Lim-1, UTMiG-15, Lim-2, Lim-5, Lim-6 bis, MiG-21 (wersje MiG-21F-13, MiG-21R, MiG-21MF).
Mieszkał w Poznaniu. Od 1957 był żonaty z Urszulą z domu Waśkowską. Małżeństwo miało córkę Katarzynę.
Zmarł w Poznaniu, pochowany 30 stycznia 2020 na cmentarzu Miłostowo (pole KL kwatera P1-8).

## Awanse
- chorąży – 3 IX 1950
- podporucznik – 8 VI 1951
- porucznik – 9 III 1953
- kapitan – 5 XII 1955
- major – 12 X 1962
- podpułkownik – 12 X 1966
- pułkownik – 12 X 1970
- generał brygady – 9 X 1980 (nominację wręczono 11 XII 1980)
- generał dywizji – 24 IX 1983

## Ordery i odznaczenia
- Order Sztandaru Pracy I klasy (1988)
- Krzyż Komandorski Orderu Odrodzenia Polski (1981)
- Krzyż Oficerski Orderu Odrodzenia Polski (1971)[4]
- Złoty Krzyż Zasługi (1965)
- Medal 30-lecia Polski Ludowej (1974)
- Medal 40-lecia Polski Ludowej (1984)
- Złoty Medal „Siły Zbrojne w Służbie Ojczyzny”
- Srebrny Medal „Siły Zbrojne w Służbie Ojczyzny”
- Brązowy Medal „Siły Zbrojne w Służbie Ojczyzny”
- Złoty Medal „Za zasługi dla obronności kraju”
- Srebrny Medal „Za Zasługi dla Obronności Kraju”
- Brązowy Medal „Za Zasługi dla Obronności Kraju”
- Tytuł Zasłużony Pilot Wojskowy PRL (1978)
- Złota Odznaka „Za Pracę Społeczną dla miasta Krakowa” (1969)[5]
- Order Czerwonej Gwiazdy (ZSRR, 1984)
- Medal jubileuszowy „70 lat Sił Zbrojnych ZSRR” (ZSRR, 1988)
- Medal „30-lecia Rewolucyjnych Sił Zbrojnych” (Kuba, 1987)